# Ian Haugland
Jan Håkan »Ian« Haugland, švedski bobnar, * 13. avgust 1964, Storslett, Nordreisa, Norveška.
Deluje kot bobnar v švedski rock skupini Europe. V skupino je vstopil leta 1984 namesto Tonyja Rena. Pred tem je igral v več različnih zasedbah, med katerimi sta najbolj znani Trilogy Leifa Edlinga in Malmsteenova Rising Force.
Ko so se Europe odločili za mirovanje, je nastopal in snemal s skupinami Brazen Abbot, Clockwise, Last Autumn's Dream, z Johnom Norumom in Glennom Hughesom, nekdanjim vokalistom v skupinah Deep Purple in Black Sabbath.
Leta 1998 je Haugland posnel priredbo pesmi skupine Black Sabbath z naslovom »Changes« in jo izdal na albumu Ozzified, posvečenem Ozzyju Osbourneu.
Od leta 2003 dalje Haugland znova deluje v skupini Europe. Ko ni na turneji ali v studiu, dela kot voditelj na radiu 106,7 Rockklassiker v Stockholmu.
Ian Haugland trenutno živi na obrobju Stockholma. Njegovi glasbeni vzorniki so Rush, Deep Purple, Led Zeppelin,  Aerosmith in Black Sabbath.  Je poročen, iz prvega zakona ima tri otroke: Simona, Jannie in Linnéo.

## Diskografija
Europe
- The Final Countdown (1986)
- Out of This World (1988)
- Prisoners in Paradise (1991)
- Start from the Dark (2004)
- Secret Society (2006)
- Last Look at Eden (2009)
- Bag of Bones (2012)
- War of kings (2015)
- Walk this Earth(2017)

Ostali izvajalci
- Tone Norum - One of a Kind (1986)
- Baltimoore - Thought for Food (1994)
- Trilogy - Lust Provider (1994)
- Niva - No Capitulation (1994)
- Glenn Hughes - From Now On... (1994)
- Glenn Hughes - Burning Japan Live (1994)
- R.A.W. - First (1995)
- Brazen Abbot - Live and Learn (1995)
- Peter Jezewski - Swedish Gold (1996)
- Brazen Abbot - Eye of the Storm (1996)
- Clockwise - Nostalgia (1996)
- R.A.W. - Now We're Cookin' (1997)
- Brazen Abbot - Bad Religion (1997)
- Brains Beat Beauty - First Came Moses, Now This... (1997)
- Clockwise - Naïve (1998)
- Ozzy Osbourne Tribute - Ozzified (1998)
- Thore Skogman - Än Är Det Drag (1998)
- Candlemass - Dactylis Glomerata (1998)
- Totte Wallin - M M M Blues (och lite country) (1998)
- Nikolo Kotzev - Nikolo Kotzev's Nostradamus (2001)
- Baltimoore - The Best of Baltimoore (2001)
- Sha-Boom - FIIIRE!! - The Best of Sha-Boom ( 2002)
- Brazen Abbot - Guilty as Sin (2003)
- Last Autumn's Dream - Last Autumn's Dream (2003)